# Uładzimir Mackiewicz (ur. 1956)
Uładzimir Mackiewicz (biał. Уладзімір Уладзіміравіч Мацкевіч, Uładzimir Uładzimirawicz Mackiewicz; ros. Владимир Владимирович Мацкевич, Władimir Władimirowicz Mackiewicz; ur. 14 maja 1956 w Czeremchowie w obwodzie irkuckim Rosyjskiej FSRR) – białoruski filozof (metodolog), działacz społeczny i polityczny.
Aresztowany przez władze białoruskie 4 sierpnia 2021 r. Organizacje praw człowieka uznały go za więźnia politycznego.